# Tetsuya Tanaka
Tetsuya Tanaka (田中 哲也 Tanaka Tetsuya?), född 27 juli 1971 i Nagasaki prefektur, är en japansk tidigare fotbollsspelare.
Tanaka började sin karriär 1990 i Nippon Steel Yawata. Efter Nippon Steel Yawata spelade han för Sanfrecce Hiroshima, Vissel Kobe och Sagan Tosu. Han avslutade karriären 1998.